# Cykling vid olympiska sommarspelen 1988
Cykling under olympiska sommarspelen 1988 i Seoul innehöll två discipliner: landsvägscykling och bancykling. Både herrar och damer tävlade.

## Resultat
9 olika grenar arrangerades och avgjordes i landsvägscykling och bancykling.

### Medaljtabell
| Pl.    | Nation        | Guld | Silver | Brons | Totalt |
| ------ | ------------- | ---- | ------ | ----- | ------ |
| 1      | Sovjetunionen | 4    | 1      | 2     | 7      |
| 2      | Östtyskland   | 3    | 2      | 1     | 6      |
| 3      | Nederländerna | 1    | 1      | 0     | 2      |
| 4      | Danmark       | 1    | 0      | 0     | 1      |
| 5      | Australien    | 0    | 2      | 2     | 4      |
| 5      | Västtyskland  | 0    | 2      | 2     | 4      |
| 7      | Polen         | 0    | 1      | 0     | 1      |
| 8      | Sverige       | 0    | 0      | 1     | 1      |
| 8      | USA           | 0    | 0      | 1     | 1      |
| Totalt | Totalt        | 18   | 18     | 18    | 54     |

## Medaljörer

### Landsvägscykling
| Event                              | Guld                                                         | Silver                                                                     | Brons                                                         |
| Herrarnas linjelopp Detaljer...    | Olaf Ludwig Östtyskland                                      | Bernd Gröne Västtyskland                                                   | Christian Henn Västtyskland                                   |
| Damernas linjelopp Detaljer...     | Monique Knol Nederländerna                                   | Jutta Niehaus Västtyskland                                                 | Laima Zilporytė Sovjetunionen                                 |
| Herrarnas lagtempolopp Detaljer... | Östtyskland Jan Schur Uwe Ampler Mario Kummer Maik Landsmann | Polen Andrzej Sypytkowski Joachim Halupczok Zenon Jaskuła Marek Lesniewski | Sverige Michel Lafis Anders Jarl Björn Johansson Jan Karlsson |

### Bancykling
| Event                                | Guld                                                                               | Silver                                                              | Brons                                                                          |
| Herrarnas förföljelse Detaljer...    | Gintautas Umaras Sovjetunionen                                                     | Dean Woods Australien                                               | Bernd Dittert Östtyskland                                                      |
| Herrarnas lagförföljelse Detaljer... | Sovjetunionen Viatcheslav Ekimov Artūras Kasputis Dmitry Nelyubin Gintautas Umaras | Östtyskland Carsten Wolf Steffen Blochwitz Roland Hennig Dirk Meier | Australien Scott McGrory Dean Woods Brett Dutton Wayne McCarny Stephen McGlede |
| Herrarnas sprint Detaljer...         | Lutz Heßlich Östtyskland                                                           | Nikolay Kovsh Sovjetunionen                                         | Gary Neiwand Australien                                                        |
| Damernas sprint Detaljer...          | Erika Salumäe Sovjetunionen                                                        | Christa Luding Östtyskland                                          | Connie Young USA                                                               |
| Herrarnas poänglopp Detaljer...      | Dan Frost Danmark                                                                  | Leo Peelen Nederländerna                                            | Marat Ganeyev Sovjetunionen                                                    |
| Herrarnas tempolopp Detaljer...      | Aleksandr Kirichenko Sovjetunionen                                                 | Martin Vinnicombe Australien                                        | Robert Lechner Västtyskland                                                    |